# 2011 у літературі

## Події

### Ювілеї
- 26 березня : сторіччя з дня народження Теннессі Вільямса.
- 8 квітня : сторіччя з дня народження Еміля Чорана.
- 26 квітня : трьохсотріччя з дня народження Девіда Г'юма.
- 14 червня : двохсотріччя з дня народження Гаррієт Бічер-Стоу.
- 30 червня : сторіччя з дня народження Чеслава Мілоша.
- 1 липня п'ятьдесят років з дня смерті Луї-Фердінанда Селіна.
- 31 серпня : двохсотріччя з дня народження Теофіля Готьє.
- 19 вересня : сторіччя з дня народження Вільяма Голдінга.

## Твори
- Юрій Андрухович «Лексикон інтимних міст» (Meridian Czernowitz, 2011)

### Дитяча література
- Савка М. «Лапи і хвости»
- Січовик І. «Хто кричить кукуріку?»
- Кротюк О. «Абетка»

### Доісторична фантастика
- «Земля розмальованих печер» — шостий роман Джін М. Ауел з серії «Діти Землі».

## Видання
- Ліна Костенко «Мадонна перехресть» (Київ: Либідь, 2011, нові, а також раніше не друковані поезії різних років)
- Ліна Костенко  «Річка Геракліта» (Київ: Либідь, 2011, вибране, а також нові вірші)
- Оксана Забужко, Юрій Шевельов. Вибране листування на тлі доби. 1992-2002 (2011)

## Померли
- 27 березня — Генрі Кітінг, англійський письменник (народився в 1926).
- 29 вересня — Хелла Хаассе, голландська письменниця (народилася в 1918).